# Climat du Sahara
 (octobre 2014).
Si vous disposez d'ouvrages ou d'articles de référence ou si vous connaissez des sites web de qualité traitant du thème abordé ici, merci de compléter l'article en donnant les références utiles à sa vérifiabilité et en les liant à la section « Notes et références ».
Le climat du Sahara, ou plutôt les climats du Sahara, connu pour être le plus grand désert chaud au monde, possède des caractéristiques très similaires mais parfois bien distinctes selon les différentes régions dans ce « désert subtropical » vaste, aride et absolu, le climat n'y est pas uniforme sur les 9 millions de km² de désert. 
Dans cette partie d'Afrique du Nord règne un climat désertique chaud (Classification de Köppen BWh) caractérisé par une sécheresse extrême avec des précipitations rares et faibles, de très fortes chaleurs avec des températures excessivement élevées pendant une période plus ou moins longue, une très forte irradiation solaire avec une durée d'ensoleillement record dans une grande partie ainsi qu'une très faible humidité et une grande siccité de l'atmosphère et par des vents réguliers, calmes et rarement violents. Ces caractéristiques climatiques du Sahara ne sont qu'un résumé global de la situation bien plus complexe en réalité mais il est important d'y apporter quelques nuances selon les régions. Par exemple, le climat ne sera pas le même le long du littoral atlantique et en plein cœur du désert, tout comme il ne sera pas vraiment semblable à très basse altitude qu'en très haute montagne. Le Sahara, par ses caractéristiques géographiques et climatiques, représente le parfait modèle des déserts chauds de la planète.

## Types de climats sahariens
On compte généralement cinq types de zones climatiques qui caractérisent les différents climats du Sahara.

### Zone présaharienne
Cette zone climatique désigne la frange située à l'extrême nord du désert, où le climat est, certes, désertique mais ne correspond pas à la zone saharienne typique, à proprement parler. Cette zone fait transition entre le climat désertique chaud et d'autres climats que l'on rencontre à des latitudes encore plus élevées, notamment le climat méditerranéen. Elle est caractérisée par de très faibles précipitations qui tombent dans la majorité au printemps, en automne ou en hiver dont la moyenne annuelle est comprise entre 100 mm et 250 mm. Cette zone est très étroite et ne recouvre en général que la bordure nord du Sahara au Maroc, en Algérie et en Tunisie, avec des villes telles que Biskra en Algérie, Gafsa en Tunisie ou encore Ouarzazate au Maroc qui doit également son appartenance à la zone présaharienne à cause de son altitude élevée (près de 1 100 m). D'ailleurs, ces endroits sont généralement surnommés « les portes du désert ».

### Zone saharienne
Cette zone climatique désigne le climat typiquement saharien en lui-même mais cette zone se retrouve généralement en périphérie où le climat est un peu moins aride qu'au centre. Cette zone est caractérisée par des précipitations excessivement faibles qui tombent, soit pendant la saison fraîche au nord, ou pendant la saison chaude au sud, dont la moyenne annuelle est comprise entre 50 mm et 100 mm. Cette zone est moyennement grande et recouvre tous les pays qui possèdent des parties désertiques à l'exception de ceux dont le désert est intégralement hyper-aride. Des endroits et des villes au nord comme Touggourt en Algérie, Zagora au Maroc ou au sud comme Atar en Mauritanie ou Tessalit au Mali font partie de la zone saharienne.

### Zone saharienne hyper-aride
Cette zone climatique recouvre plus de la moitié de la superficie du Sahara avec près de 5 millions de km² de régions hyper-arides. Cette zone hyper-aride se retrouve au niveau du centre du Sahara où l'on rencontre les régions faisant partie des plus arides et des plus sèches au monde. Elle est caractérisée par des précipitations extrêmement faibles toute l'année, par l'absence quasi-totale de saison des pluies et par l'éventuelle absence absolue de précipitations pendant plusieurs années consécutives. Dans cette zone, la moyenne annuelle est inférieure à 50 mm et peut même approcher 0 mm. Presque tous les pays couverts par le désert possèdent de vastes étendues hyper-arides à l'exception du Maroc et de la Tunisie mais dont certains endroits frôlent de quelques mm l'hyper-aridité. Des endroits et des villes au nord comme Assouan en Égypte, Ghadamès en Libye, In Salah en Algérie ou au sud comme Bilma au Niger, Faya-Largeau au Tchad, Wadi Halfa au Soudan font partie de la zone saharienne hyper-aride. Dans cette zone, on retrouve l'existence de plusieurs autres déserts hyper-arides qui font partie du Sahara tels que le Tanezrouft le long des frontières de l'Algérie, du Niger et du Mali; le Ténéré qui compose le nord-est du Niger et l'ouest du Tchad; le désert Libyque qui couvre l'est de la Libye et l'ouest de l'Égypte; le désert Arabique qui couvre l'est de l'Égypte; le désert de Nubie qui couvre le nord-est du Soudan ou encore le désert de Bayouda qui est situé au sud-ouest du désert de Nubie, par exemple.

### Zone saharo-sahélienne
Cette zone climatique désigne la frange située à l'extrême sud du désert, où le climat est, certes, désertique mais ne correspond pas à la zone saharienne typique, à proprement parler. Cette zone fait transition entre le climat désertique chaud et le climat semi-aride chaud (Classification de Köppen BSh) typique du Sahel, encore plus au sud. Elle est caractérisée par le passage progressif du désert à la steppe et par de très faibles précipitations qui tombent dans la majorité pendant la saison la plus chaude, avec une très grande variabilité intermensuelle, dont la moyenne annuelle est comprise entre 100 mm et 250 mm. Cette zone ne recouvre qu'une étroite bande à l'extrême sud du Sahara. Des endroits et des villes comme Tombouctou au Mali ou Néma en Mauritanie font partie de la zone saharo-sahélienne.

### Zone littorale atlantique
Cette zone climatique désigne le désert côtier atlantique qui occupe une bande étroite le long de l'océan Atlantique sur certains pays, le Sahara occidental et la Mauritanie. Cette zone est affectée par des courants océaniques frais et le climat thermique y est plus ou moins modéré. Les endroits situés dans cette zone peuvent être aussi bien arides (entre 50 mm et 150 mm de précipitations par an) comme Nouakchott en Mauritanie ou bien hyper-arides (moins de 50 mm de précipitations par an) comme Dakhla au Sahara occidental. La nébulosité y est plus abondante à cause de la formation de nuages bas et stables et le caractère continental du désert y est bien réduit.

## Précipitations
Dans sa globalité, le Sahara est très aride et très sec. Sa zone centrale hyper-aride constitue une des régions les plus arides et plus sèches au monde. Le seul désert connaissant des précipitations annuelles similaires à celles de cette grande zone est le désert d'Atacama et encore, sur une étendue infiniment moindre comparée à celle du Sahara. Les précipitations moyennes annuelles varient en fonction des différentes zones climatiques du désert. Plus encore que leur très faible quantité, c'est également leur variabilité et leur irrégularité inter-mensuelle et interannuelle qui est exceptionnelle, surtout dans la zone saharo-sahélienne où il est normal qu'il ne pleuve point pendant 9 ou 10 mois consécutifs mais qu'il tombe près de la totalité des précipitations annuelles moyennes en quelques jours seulement, pendant les mois les plus humides. 
Dans la zone saharienne hyper-aride, il peut tomber en quelques heures plus de la quantité moyenne annuelle de pluie. Au nord, la saison des pluies survient soit au printemps, soit en hiver, soit en automne lorsque les dépressions dynamiques subpolaires associées au front polaire descendent en latitude et parviennent très atténuées sur ces régions et sont responsables de pluies généralement fines et passagères mais qui peuvent tout aussi bien créer des crues subites. Au sud, la saison des pluies survient généralement en été, pendant le(s) mois le(s) plus chaud(s) lorsque la mousson associée à la remontée en latitude de la zone de convergence intertropicale, plus ou moins atténuée en fonction de la zone en question, occasionne des pluies souvent orageuses, torrentielles et violentes. Lors de certaines années, ces mécanismes de précipitations n'arrivent pas à se déclencher et il peut en résulter d'une période prolongée de sécheresse extrême. Au Sahara, les précipitations sont également caractérisées par leur fréquence, excessivement faibles : en moyenne, il y a entre 0 et 30 jours dans l'année où l'on peut enregistrer des précipitations dans l'ensemble du désert, voire un peu plus dans la zone saharo-sahélienne. Les précipitations sont très rares et très inégalement réparties dans l'année. Dans la zone hyper-aride, celles-ci peuvent survenir à n'importe quel moment de l'année mais l'écart temporel entre deux jours de pluie est très important. 
Il tombe, par exemple, en moyenne : 128 mm à Biskra, Algérie; 112 mm à Ouarzazate, Maroc; 61 mm à Zagora, Maroc; 73 mm à Atar, Mauritanie; 47 mm à Bir Moghreïn, Mauritanie; 33 mm à Dakhla, Sahara occidental; 35 mm à Smara, Sahara occidental; 12 mm à Bilma, Niger; 41 mm à Arlit, Niger; 16 mm à Faya-Largeau, Tchad; 8 mm à Ounianga Kébir, Tchad; 3 mm à Wadi Halfa, Soudan; 18 mm à Dongola, Soudan; 162 mm à Khartoum, Soudan; 15 mm à Adrar, Algérie; 16 mm à In Salah, Algérie; 23 mm à In Amenas, Algérie; 8 mm à Ghat, Libye; 33 mm à Ghadamès, Libye; 9 mm à Sebha, Libye; environ 0 mm à Assouan, Égypte; environ 99 mm à Louxor, Égypte; environ 0 mm à Assiout, Égypte. La variabilité intermensuelle des pluies est très importante dans la zone saharo-sahélienne : par exemple, sur les 182 mm de précipitations annuelles qui tombent en moyenne à Tombouctou au Mali, près de 173 mm, soit environ 95 % du total annuel, tombent pendant seulement quatre mois, entre juin et septembre inclus; sur les 162 mm de précipitations annuelles qui tombent en moyenne à Khartoum au Soudan, près de 146 mm, soit environ 90 % du total annuel, tombent pendant seulement trois mois, entre juillet et septembre inclus; sur les 73 mm de précipitations annuelles qui tombent en moyenne à Atar en Mauritanie, près de 59 mm, soit environ 81 % du total annuel, tombent pendant seulement quatre mois, entre juillet et octobre inclus.